# Kalutara (district)
Pour les articles homonymes, voir Kalutara.

Situation du district de Kalutara

Le district de Kalutara est le district le plus méridional de la province de l'Ouest du Sri Lanka. Il est limitrophe du district de Colombo au nord, du district de Ratnapura (dans la province de Sabaragamuwa) à l'est et du district de Galle au sud.
D'une superficie de 1 598 km2, il a pour capitale Kalutara. Au recensement de 2001, il comptait 1 066 239 habitants, dont 87 % de cinghalais.

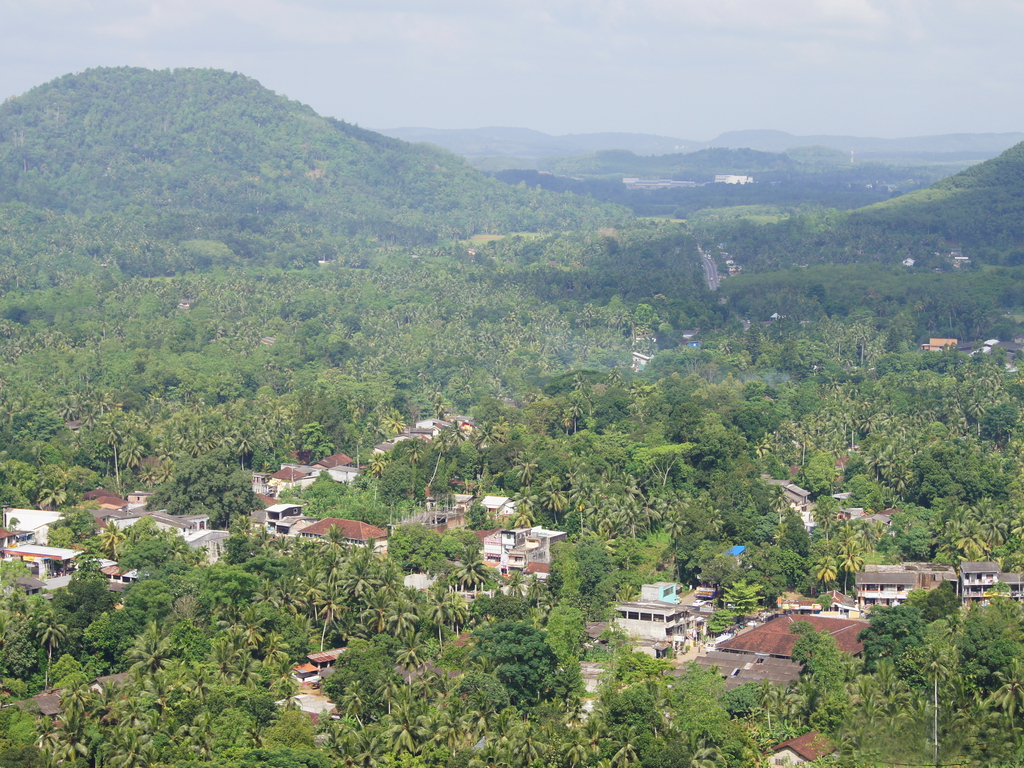
Ingiriya

## Économie
Sa capitale compte une usine de fabrication de pneumatiques du groupe allemand Continental AG.
- (de) Cet article est partiellement ou en totalité issu de l’article de Wikipédia en allemand intitulé « Kalutara (Distrikt) » (voir la liste des auteurs).